# Трулли, Ярно
Я́рно Тру́лли (итал. Jarno Trulli; род. 13 июля 1974, Пескара, Абруцци) — итальянский автогонщик, пилот Формулы-1 (1997—2011). Победитель Гран-при Монако 2004 года. Обладатель Премии имени Лоренцо Бандини (в 2000 году за 1999).

## Карьера
Родился 13 июля 1974 года в Пескаре. Его родители были фанатами мотогонок. Необычное для Италии имя Ярно получил в память о финском мотогонщике Ярно Сааринене, трагически погибшем в 1973 году на автодроме в Монце.
Трулли начал заниматься картингом ещё в детстве, но в профессиональные гонки пришёл поздно. Ярно выиграл чемпионат Италии по картингу, а затем чемпионат Европы. После этого он перешёл в Формулу-3 и выиграл Германский чемпионат в 1996 году.

## Формула-1

### Первые годы

#### 1997
В 1997 году Трулли дебютировал в чемпионате Формулы-1 в составе команды Минарди. Команда была аутсайдером и не могла обеспечить дебютанту ни быстрой машины, ни зарплаты.
Прямо посреди сезона Трулли покинул команду и перешёл в более быстрый Prost. Оливье Панис, основной гонщик этой команды, сломал ноги в аварии, и Алену Просту требовалась замена. Трулли провел семь гонок, заменяя француза, и показал неплохие результаты: он финишировал четвёртым на Хоккенхаймринге, а в Австрии лидировал в первой половине гонки, но вынужден был сойти из-за сгоревшего двигателя. Трулли вынужден был уступить своё место вернувшемуся Панису на последних трёх гонках, но Ален Прост уже подписал с итальянцем контракт на следующий сезон на постоянной основе.

#### 1998
Следующий сезон в Prost оказался не столь впечатляющим: команда страдала из-за ненадежности моторов «Пежо» и Трулли часто заканчивал гонку из-за сгоревшего двигателя, а иногда даже не мог стартовать. В 1998 году он набрал единственное очко для команды за 6-е место в дождливом Спа (Гран-при Бельгии) и уже в 1999 вышел в лидеры команды. Несмотря на продолжающиеся технические проблемы (например, на Гран-при Германии Ярно сжег три двигателя за уик-энд), Трулли набрал больше очков чем за два предыдущих чемпионата. В сложном, дождевом Гран-при на Нюрбургринге, где с трассы сошло большинство лидеров, Ярно смог финишировать вторым, отбив атаки Рубенса Баррикелло.

### 2000—2001: Jordan

#### 2000
Трулли, видя проблемы, испытываемые командой Алена Проста, начал искать себе новое место работы. Выгодное предложение поступило от Эдди Джордана, чья команда была одним из лидеров чемпионата в то время. С 2000 года Трулли занял место ушедшего на покой чемпиона мира Деймона Хилла.
Партнёром итальянца стал вице-чемпион мира, известный гонщик Хайнц-Харальд Френтцен. Трулли, однако, c самого начала на равных боролся со своим напарником. Хотя в сезоне-2000 «Джордан-Хонда» уже не развивали прежней скорости, оба гонщика стабильно набирали очки и закончили чемпионат девятым и десятым — Френтцен лишь на одно место впереди.

#### 2001
Со следующего года Трулли начал постепенно опережать Френтцена. Хайнц-Харальд, к тому же, поссорился с руководством команды и был уволен. До конца сезона немца заменяли Рикардо Зонта и Жан Алези. В ходе многочисленных замен в команде, «Джордан» символически поменяли номер Ярно Трулли с 12 на 11, сделав его номинальным «первым пилотом». Трулли закончил чемпионат девятым, вновь попав в десятку лучших. Однако финансовые проблемы Jordan к тому времени стали очевидны, и итальянец покинул команду.

### 2002—2004: Renault

#### 2003
Личным менеджером Трулли был в то время известный итальянский предприниматель, экс-директор «Бенеттона» Флавио Бриаторе. В середине 2001 года Флавио был назначен главой новой заводской команды «Рено», и вскоре пригласил своего подопечного в её состав на место Джанкарло Физикеллы.
Партнёрами Ярно стали Дженсон Баттон и тест-пилот Фернандо Алонсо. Результаты Трулли и Баттона были примерно равными, но им так и не удалось привести «Рено» на подиум в 2002 году. Ярно, как правило, опережал англичанина в квалификациях, но в гонках набрал на пять очков меньше и закончил чемпионат восьмым против седьмого места Дженсона.
Баттон ушёл в «BAR-Honda» на следующий год, и Алонсо стал новым партнёром Трулли. «Рено» 2003 года была явно быстрее предыдущей, Трулли и Алонсо набирали очки почти в каждой гонке. При этом, новичок-испанец чаще всего опережал опытного Ярно, попадал на поул-позишн и даже выиграл одну гонку. Трулли же довольствовался «бронзой» в Германии и восьмым местом в общем зачете, с внушительным очковым счетом — 33.

#### 2004
Начало чемпионата 2004 года Трулли провел ярко, набирая очки в каждой гонке, впервые стартовал с поул-позишн в престижной гонке в Монако. В той же гонке он впервые в своей карьере победил, в упорной борьбе, в то время как Алонсо разбил свою машину. Однако конец сезона для итальянца оказался испорчен рядом сходов и неудачных финишей. Отношения гонщика с Бриаторе испортились, и в результате два итальянца уволили друг друга: Ярно отказался от услуг Бриаторе как менеджера, а сам был уволен из команды за три гонки до конца чемпионата. Его место временно занял экс-чемпион мира Жак Вильнёв, а со следующего года в команду вернулся Джанкарло Физикелла.

### 2004—2009: Toyota

#### 2004—2005
К этому моменту у Трулли уже был подписанный контракт на 2005 год с японской заводской командой Toyota. После своего неожиданного увольнения, итальянец перешёл в состав Тойоты ещё до конца сезона, и провел две последние гонки чемпионата-2004 в её составе, хотя и нерезультативно. Все 46 очков и шестое место — лучшее в его карьере — Трулли набрал в 2004 только за «Рено».
После межсезонных тестов Ярно лучше приспособился к японской машине. Toyota TF105 2005 года оказалась одной из самых быстрых машин в истории команды. Трулли и его новый партнёр Ральф Шумахер успешно выступили в 2005 году, приведя команду к четвёртому месту в кубке конструкторов. Сам Ярно трижды финишировал на подиуме (из них два подряд на втором месте) и завоевал поул-позишн в скандальной гонке на Старой Кирпичнице.
Эта гонка, которая могла стать второй победой Ярно, осталась в истории из-за шинного скандала. Из-за дефектов в шинах Мишлен Ральф Шумахер попал в тяжелейшую аварию на квалификации, чудом избежав гибели. Гонка оказалась на грани отмены или переноса, но под давлением команды «Феррари», пользовавшейся резиной Бриджстоун, все же была проведена. Но две трети команд, в том числе Тойота, отказались в ней участвовать — таким образом, поул-позишн Трулли пустовал на стартовом поле, и он (в числе 14 гонщиков) даже не стартовал в гонке.
Тем не менее, сезон оказался для итальянца почти столь же успешен, как и предыдущий. Он набрал 43 очка и занял седьмое место, подарив японским автопроизводителям надежду на успешную конкуренцию с «Хонда».

#### 2006
Однако машина Тойоты 2006 года оказалась более слабой. В первых девяти гонках сезона Трулли не смог набрать ни единого очка. В середине чемпионата он, все же, смог наверстать упущенное и почти догнать Шумахера-мл., но чемпионат был итальянцем проигран.

#### 2007
Сезон-2007 Трулли также начал в составе «Тойоты», показывающей по-прежнему результаты команды-середняка. В новом сезоне Ярно стал явным лидером команды на фоне спада в результатах Ральфа Шумахера.

#### 2008
После неутешительных результатов прошедшего чемпионата, в сезоне-2008 команда предоставила Ярно новый болид TF108, который разрабатывался с учётом рекомендаций и пожеланий Трулли. Ещё до старта чемпионата Ярно сиял оптимизмом, возлагая большие надежды на машину, признавая, однако, что TF108 все же уступает конкурентам из McLaren и Ferrari. Так же у Трулли был новый напарник — чемпион серии GP2 немец Тимо Глок. C самого начала сезона Трулли демонстрировал впечатляющую скорость, боролся за очки в числе первых 8 гонщиков и уже во второй гонке в Малайзии занял 4-е место. В итоге из 18 гонок Трулли заработал очки в 10 из них, а в Гран-при Франции, после захватывающей борьбы с McLaren Хейкки Ковалайнена, завоевал очередной для команды подиум впервые с Гран-при Австралии 2006. Итог чемпионата — 31 очко и девятое место в общем зачете. Лучше, чем в предыдущие 2 сезона, но хуже, чем рассчитывал Ярно.

#### 2009
В первой гонке Сезона 2009, Трулли стартовал с пит-лейна, из-за гибкого заднего антикрыла Toyota, которое нарушало технический регламент. В гонке он финишировал третьим, но его оштрафовали прибавив к его результату 25 секунд, за обгон Льюиса Хэмилтона под жёлтыми флагами. Спустя несколько дней стало известно что Хэмилтону поступил приказ пропустить Ярно, из-за этого Льюис был дисквалифицирован, а Ярно вернули третье место. На Гран-при Малайзии он стартовал с второго места, но после пит-стопа и последовавшего ливня откатился на четвёртое место. На следующем этапе, Трулли сошёл после столкновения с Робертом Кубицей. В Бахрейне, Ярно впервые с 2005 года заработал поул-позицию и впервые установил быстрейшее время на круге, но приехал лишь третьим. Также на этом Гран-при Трулли заработал свой юбилейный 10-й подиум и проехал юбилейный 10000-й круг дистанции в гонке. На первом круге Гран-при Испании попал в аварию, приведшую к сходу. Этот сход стал 13-м в карьере Трулли, когда он закончил гонку на первом круге, что является максимальным показателем за время существования Формулы-1. На Гран-при Монако 2009 года Трулли и его напарник Тимо Глок заняли последний ряд стартового поля, при этом Трулли финишировал 13-м. В Турции Ярно квалифицировался пятым и пришёл к финишу четвёртым. Но в следующих шести Гран-при Ярно один раз сошёл из-за поломки трансмиссии в Бельгии и получил только одно очко в Венгрии. Затем, Трулли занял второе место в Японии, опередив действующего чемпиона мира Льюиса Хэмилтона. На Интерлагосе Ярно попал в аварию после опасного инцидента с Адрианом Сутилем на первом круге. Позже, Ярно был оштрафован стюардами FIA за нападки на Адриана сразу после аварии. В Абу-Даби Ярно набрал 2 очка.

### Lotus и Caterham (2010—2012)

#### 2010
В 2010 году Ярно перешёл в команду Lotus Racing. О контракте было объявлено 14 декабря 2009 года.
В сезоне 2010 очков не набрал.

#### 2011
В 2011 году также выступал за ту же команду, но она стала называться Team Lotus. Команда совершила прогресс походу сезона 2011, а Ярно завоевал лучшее место в сезоне для команды — 13.

#### 2012
В сезоне 2012 года Трулли работал в Caterham F1 Team на предсезонных тестах в Хересе, но 17 февраля команда объявила о замене Трулли на российского пилота Виталия Петрова.

## Результаты выступлений

### Статистика
| Сезон     | Серия                     | Команда                        | Старты     | Победы     | Поулы      | БК         | Подиумы    | Очки       | Место      |
| --------- | ------------------------- | ------------------------------ | ---------- | ---------- | ---------- | ---------- | ---------- | ---------- | ---------- |
| 1993      | Итальянская Формула-3     | MC Motorsport                  | 6          | 0          | 0          | 0          | ?          | 0          | НКЛ        |
| 1994      | Британская Формула-3      | RC Motorsport                  | 1          | 0          | 0          | 0          | 0          | 0          | НКЛ        |
| 1995      | Немецкая Формула-3        | KMS                            | 12         | 2          | 1          | 1          | 3          | 95         | 4          |
| 1995      | Гран-при Макао            | KMS                            | 1          | 0          | 0          | 0          | 1          | -          | 2          |
| 1996      | Немецкая Формула-3        | Opel Team KMS Benetton Formula | 15         | 6          | 7          | 1          | 10         | 206        | 1          |
| 1996      | Гран-при Макао            | Opel Team KMS Benetton Formula | 1          | 0          | 0          | 0          | 1          | -          | 3          |
| 1996      | Гран-при Монако Формулы-3 | Opel Team KMS Benetton Formula | 1          | 0          | 1          | 0          | 0          | -          | 18         |
| 1996      | Формула-3 Мастерс         | Opel Team KMS Benetton Formula | 1          | 0          | 0          | 0          | 0          | -          | 18         |
| 1997      | Формула-1                 | Minardi Team                   | 7          | 0          | 0          | 0          | 0          | 0          | 15         |
| 1997      | Формула-1                 | Prost Gauloises Blondes        | 7          | 0          | 0          | 0          | 0          | 3          | 15         |
| 1998      | Формула-1                 | Gauloises Prost Peugeot        | 16         | 0          | 0          | 0          | 0          | 1          | 15         |
| 1999      | Формула-1                 | Gauloises Prost Peugeot        | 16         | 0          | 0          | 0          | 1          | 7          | 11         |
| 2000      | Формула-1                 | Benson & Hedges Jordan         | 17         | 0          | 0          | 0          | 0          | 6          | 10         |
| 2001      | Формула-1                 | Benson & Hedges Jordan Honda   | 17         | 0          | 0          | 0          | 0          | 12         | 9          |
| 2002      | Формула-1                 | Mild Seven Renault F1 Team     | 17         | 0          | 0          | 0          | 0          | 9          | 8          |
| 2003      | Формула-1                 | Mild Seven Renault F1 Team     | 16         | 0          | 0          | 0          | 1          | 33         | 8          |
| 2004      | Формула-1                 | Mild Seven Renault F1 Team     | 15         | 1          | 2          | 0          | 2          | 46         | 6          |
| 2004      | Формула-1                 | Panasonic Toyota Racing        | 2          | 0          | 0          | 0          | 0          | 0          | 6          |
| 2005      | Формула-1                 | Panasonic Toyota Racing        | 19         | 0          | 1          | 0          | 3          | 43         | 7          |
| 2006      | Формула-1                 | Panasonic Toyota Racing        | 18         | 0          | 0          | 0          | 0          | 15         | 12         |
| 2007      | Формула-1                 | Panasonic Toyota Racing        | 17         | 0          | 0          | 0          | 0          | 8          | 13         |
| 2008      | Формула-1                 | Panasonic Toyota Racing        | 18         | 0          | 0          | 0          | 1          | 31         | 9          |
| 2009      | Формула-1                 | Panasonic Toyota Racing        | 17         | 0          | 1          | 1          | 3          | 32,5       | 8          |
| 2010      | Формула-1                 | Lotus Racing                   | 18         | 0          | 0          | 0          | 0          | 0          | 21         |
| 2011      | Формула-1                 | Team Lotus                     | 18         | 0          | 0          | 0          | 0          | 0          | 21         |
| 2012      | Формула-1                 | Caterham F1                    | тест-пилот | тест-пилот | тест-пилот | тест-пилот | тест-пилот | тест-пилот | тест-пилот |
| 2014-2015 | Формула Е                 | Trulli GP                      | 11         | 0          | 1          | 0          | 0          | 15         | 20         |

## Результаты выступлений в Формуле-1
| Легенда к таблице |                                                                    |
| --- | ------------------------------------------------------------------ |
| В таблице перечислены результаты всех Гран-при Формулы-1, в которых принимал участие гонщик. Строками таблицы являются сезоны, столбцами — этапы чемпионата мира. В каждой клетке указаны сокращённое название этапа и результат, дополнительно обозначенный цветом. Расшифровка обозначений и цветов представлена в нижеследующей таблице. |                                                                    |
| \| Пример \| Описание \| \| ------------ \| ------------------------------------------------------------------ \| \| 1 \| Победитель \| \| 2 \| Второе место \| \| 3 \| Третье место \| \| 5 \| Финишировал, заработав очки \| \| Сход \| Не финишировал, но при этом заработал очки \| \| 12 \| Финишировал, не получив очков \| \| НКЛ \| Финишировал, но не попал в финальную классификацию \| \| 15 \| Участвовал вне зачёта, либо по отдельной классификации \| \| 18 \| Не финишировал, но попал в финальную классификацию \| \| Сход \| Не финишировал \| \| НКВ \| Не прошёл квалификацию \| \| НПКВ \| Не прошёл предквалификацию \| \| ДСК \| Дисквалифицирован \| \| ИСК \| Исключён из протокола соревнований \| \| ТТ \| Заявлен для участия только в тренировках \| \| НС \| Участвовал в квалификации, но не стартовал в гонке \| \| Т \| Травмирован или болен \| \| ОТК \| Отказ от участия \| \| НТР \| Прибыл на соревнования, но на трассу не выезжал \| \| НПР \| Был заявлен в числе участников, но не прибыл к началу соревнований \| \| О \| Соревнования отменены \| \| \| Не участвовал \| \| Поул-позиция \| \| \| Быстрый круг \| \| |                                                                    |
| Пример | Описание                                                           |
| 1 | Победитель                                                         |
| 2 | Второе место                                                       |
| 3 | Третье место                                                       |
| 5 | Финишировал, заработав очки                                        |
| Сход | Не финишировал, но при этом заработал очки                         |
| 12 | Финишировал, не получив очков                                      |
| НКЛ | Финишировал, но не попал в финальную классификацию                 |
| 15 | Участвовал вне зачёта, либо по отдельной классификации             |
| 18 | Не финишировал, но попал в финальную классификацию                 |
| Сход | Не финишировал                                                     |
| НКВ | Не прошёл квалификацию                                             |
| НПКВ | Не прошёл предквалификацию                                         |
| ДСК | Дисквалифицирован                                                  |
| ИСК | Исключён из протокола соревнований                                 |
| ТТ | Заявлен для участия только в тренировках                           |
| НС | Участвовал в квалификации, но не стартовал в гонке                 |
| Т | Травмирован или болен                                              |
| ОТК | Отказ от участия                                                   |
| НТР | Прибыл на соревнования, но на трассу не выезжал                    |
| НПР | Был заявлен в числе участников, но не прибыл к началу соревнований |
| О | Соревнования отменены                                              |
| | Не участвовал                                                      |
| Поул-позиция |                                                                    |
| Быстрый круг |                                                                    |

| Год  | Команда                      | Шасси                      | Двигатель                     | 1        | 2        | 3        | 4        | 5        | 6        | 7        | 8        | 9        | 10       | 11       | 12       | 13       | 14       | 15       | 16       | 17       | 18       | 19       | Место | Очки |
| ---- | ---------------------------- | -------------------------- | ----------------------------- | -------- | -------- | -------- | -------- | -------- | -------- | -------- | -------- | -------- | -------- | -------- | -------- | -------- | -------- | -------- | -------- | -------- | -------- | -------- | ----- | ---- |
| 1997 | Minardi Team                 | Minardi M197               | Hart 830 AV7 3,0 V8           | АВС 9    | БРА 12   | АРГ 9    | САН НС   | МОН Сход | ИСП 15   | КАН Сход |          |          |          |          |          |          |          |          |          |          |          |          | 15    | 3    |
| 1997 | Prost Gauloises Blondes      | Prost JS45                 | Mugen-Honda MF-301 HB 3,0 V10 |          |          |          |          |          |          |          | ФРА 10   | ВЕЛ 8    | ГЕР 4    | ВЕН 7    | БЕЛ 15   | ИТА 10   | АВТ Сход | ЛЮК      | ЯПО      | ЕВР      |          |          | 15    | 3    |
| 1998 | Gauloises Prost Peugeot      | Prost AP01                 | Peugeot A16 3,0 V10           | АВС Сход | БРА Сход | АРГ 11   | САН Сход | ИСП 9    | МОН Сход | КАН Сход | ФРА Сход | ВЕЛ Сход | АВТ 10   | ГЕР 12   | ВЕН Сход | БЕЛ 6    | ИТА 13   | ЛЮК Сход | ЯПО 12   |          |          |          | 16    | 1    |
| 1999 | Gauloises Prost Peugeot      | Prost AP02                 | Peugeot A18 3,0 V10           | АВС Сход | БРА Сход | САН Сход | МОН 7    | ИСП 6    | КАН Сход | ФРА 7    | ВЕЛ 9    | АВТ 7    | ГЕР Сход | ВЕН 8    | БЕЛ 12   | ИТА Сход | ЕВР 2    | МАЛ НС   | ЯПО Сход |          |          |          | 11    | 7    |
| 2000 | Benson & Hedges Jordan       | Jordan EJ10 Jordan EJ10B   | Mugen-Honda MF-301 HE 3,0 V10 | АВС Сход | БРА 4    | САН 15   | ВЕЛ 6    | ИСП 12   | ЕВР Сход | МОН Сход | КАН 6    | ФРА 6    | АВТ Сход | ГЕР 9    | ВЕН 7    | БЕЛ Сход | ИТА Сход | США Сход | ЯПО 13   | МАЛ 12   |          |          | 10    | 6    |
| 2001 | Benson & Hedges Jordan Honda | Jordan EJ11                | Honda RA001E 3,0 V10          | АВС Сход | МАЛ 8    | БРА 5    | САН 5    | ИСП 4    | АВТ ДСК  | МОН Сход | КАН 11   | ЕВР Сход | ФРА 5    | ВЕЛ Сход | ГЕР Сход | ВЕН Сход | БЕЛ Сход | ИТА Сход | США 4    | ЯПО 8    |          |          | 9     | 12   |
| 2002 | Mild Seven Renault F1 Team   | Renault R202               | Renault RS22 3,0 V10          | АВС Сход | МАЛ Сход | БРА Сход | САН 9    | ИСП 10   | АВТ Сход | МОН 4    | КАН 6    | ЕВР 8    | ВЕЛ Сход | ФРА Сход | ГЕР Сход | ВЕН 8    | БЕЛ Сход | ИТА 4    | США 5    | ЯПО Сход |          |          | 8     | 9    |
| 2003 | Mild Seven Renault F1 Team   | Renault R23                | Renault RS23 3,0 V10          | АВС 5    | МАЛ 5    | БРА 8    | САН 13   | ИСП Сход | АВТ 8    | МОН 6    | КАН Сход | ЕВР Сход | ФРА Сход | ВЕЛ 6    | ГЕР 3    | ВЕН 7    | ИТА Сход | США 4    | ЯПО 5    |          |          |          | 8     | 33   |
| 2004 | Mild Seven Renault F1 Team   | Renault R24                | Renault RS24 3,0 V10          | АВС 7    | МАЛ 5    | БАХ 4    | САН 5    | ИСП 3    | МОН 1    | ЕВР 4    | КАН Сход | США 4    | ФРА 4    | ВЕЛ Сход | ГЕР 11   | ВЕН Сход | БЕЛ 9    | ИТА 10   | КИТ      |          |          |          | 6     | 46   |
| 2004 | Panasonic Toyota Racing      | Toyota TF104B              | Toyota RVX-05 3,0 V10         |          |          |          |          |          |          |          |          |          |          |          |          |          |          |          |          | ЯПО 11   | БРА 12   |          | 6     | 46   |
| 2005 | Panasonic Toyota Racing      | Toyota TF105 Toyota TF105B | Toyota RVX-05 3,0 V10         | АВС 9    | МАЛ 2    | БАХ 2    | САН 5    | ИСП 3    | МОН 10   | ЕВР 8    | КАН Сход | США НС   | ФРА 5    | ВЕЛ 9    | ГЕР 14   | ВЕН 4    | ТУР 6    | ИТА 5    | БЕЛ Сход | БРА 13   | ЯПО Сход | КИТ 15   | 7     | 43   |
| 2006 | Panasonic Toyota Racing      | Toyota TF106 Toyota TF106B | Toyota RVX-06 2,4 V8          | БАХ 16   | МАЛ 9    | АВС Сход | САН Сход | ЕВР 9    | ИСП 10   | МОН 17   | ВЕЛ 11   | КАН 6    | США 4    | ФРА Сход | ГЕР 7    | ВЕН 12   | ТУР 9    | ИТА 7    | КИТ Сход | ЯПО 6    | БРА Сход |          | 12    | 15   |
| 2007 | Panasonic Toyota Racing      | Toyota TF107               | Toyota RVX-07 2,4 V8          | АВС 9    | МАЛ 7    | БАХ 7    | ИСП Сход | МОН 15   | КАН Сход | США 6    | ФРА Сход | ВЕЛ Сход | ЕВР 13   | ВЕН 10   | ТУР 16   | ИТА 11   | БЕЛ 11   | ЯПО 13   | КИТ 13   | БРА 8    |          |          | 13    | 8    |
| 2008 | Panasonic Toyota Racing      | Toyota TF108               | Toyota RVX-08 2,4 V8          | АВС Сход | МАЛ 4    | БАХ 6    | ИСП 8    | ТУР 10   | МОН 13   | КАН 6    | ФРА 3    | ВЕЛ 7    | ГЕР 9    | ВЕН 7    | ЕВР 5    | БЕЛ 16   | ИТА 13   | СИН Сход | ЯПО 5    | КИТ Сход | БРА 8    |          | 9     | 31   |
| 2009 | Panasonic Toyota Racing      | Toyota TF109               | Toyota RVX-08 2,4 V8          | АВС 3    | МАЛ 4    | КИТ Сход | БАХ 3    | ИСП Сход | МОН 13   | ТУР 4    | ВЕЛ 7    | ГЕР 17   | ВЕН 8    | ЕВР 13   | БЕЛ Сход | ИТА 14   | СИН 12   | ЯПО 2    | БРА Сход | АБУ 7    |          |          | 8     | 32,5 |
| 2010 | Lotus Racing                 | Lotus T127                 | Cosworth CA 2010 2,4 V8       | БАХ 17   | АВС НС   | МАЛ 17   | КИТ Сход | ИСП 17   | МОН 15   | ТУР Сход | КАН Сход | ЕВР 21   | ВЕЛ 16   | ГЕР Сход | ВЕН 15   | БЕЛ 19   | ИТА Сход | СИН Сход | ЯПО 13   | КОР Сход | БРА 19   | АБУ Сход | 21    | 0    |
| 2011 | Team Lotus                   | Lotus T128                 | Renault RS27 2,4 V8           | АВС 13   | МАЛ Сход | КИТ 15   | ТУР 18   | ИСП 18   | МОН 13   | КАН 16   | ЕВР 20   | ВЕЛ Сход | ГЕР      | ВЕН Сход | БЕЛ 14   | ИТА 14   | СИН Сход | ЯПО 19   | КОР 17   | ИНД 19   | АБУ 18   | БРА 18   | 21    | 0    |

## Личная жизнь
Трулли женат на Барбаре и имеет двух сыновей: Энцо (род. в 2005 году) и Марко (род. в 2006 году).

## Интересные факты
Ярно поначалу многие считали в паддоке финном — дело в том, что его родители, большие любители гонок, назвали своего первенца в честь финского мотогонщика Ярно Сааринена, разбившегося в Монце в 1973 году.
Ярно Трулли считается специалистом именно по квалификациям, регулярно обгоняя своих партнёров по команде, в гонках же он выступает не столь успешно. В связи с этим фактом некоторые комментаторы гонок используют термин «паровозик Трулли» для описания ситуации, когда за счет высокой стартовой позиции Ярно удерживает за собой группу более быстрых пилотов, не давая возможности себя обогнать. За свои оборонительные таланты неофициально признавался пилотом, лучше других защищающим свою позицию.
В 2014 году Ярно Трулли организовал свою команду для выступлений в чемпионате Формулы-Е — Trulli GP.